# Sepak takraw
Sepak takraw (malaeziană: „sepak raga”; tamilă: „செபக் தக்ரா” sau „கால் கட்டைப்பந்தட்டம்”; laoțiană: „ກະຕໍ້” sau „ka-taw”; filipineză: „sipa”; vietnameză: „cầu mây”), sau volei cu piciorul, este un sport originar în Peninsula Malaysia. Sepak takraw diferă de voleu prin folosirea unei mingi confecționate din ratan și prin faptul că este permisă lovirea mingii cu piciorul, genunchiul, pieptul și capul, dar nu și cu mîna. Este un sport foarte popular în Malaysia, Indonezia, Thailanda, Singapore, Myanmar, Vietnam, Cambodgia, Laos, and Filipine.
În Malaysia, jocul este numit sepak raga sau takraw, în Laos thuck thay (laoțiană: „împletește” și „lovește (cu piciorul)”) în timp ce în Thailanda este uneori numit takraw. În Birmania este cunoscut ca chin lone. În Filipine este denumit sipa, însemnînd "lovitură cu piciorul".
Este un joc similar footbag net, volei cu piciorul, tenis cu piciorul, bossaball, jianzi și sipa. Toate aceste jocuri implică menținerea mingii în aer, fără a atinge suprafața de joc.